# Moere
Moere – dzielnica (deelgemeente) miasta Gistel w Belgii, w Regionie Flamandzkim, w prowincji Flandria Zachodnia, w okręgu Ostenda. 1 stycznia 2020 roku liczyła 1243 mieszkańców. Do 31 grudnia 1970 samodzielna gmina.

## Demografia
Liczba mieszkańców, stan na 1 stycznia:
| Rok                | 1930 | 1961 | 2020 |
| ------------------ | ---- | ---- | ---- |
| Liczba mieszkańców | 1094 | 1097 | 1243 |